# Jarinpattra Rueangram
Jarinpattra Ruengram est une actrice thaïlandaise.

## Biographie
Jarinpattra Rueangram est diplômée en management commercial. Elle travaillait dans une entreprise exportant du ciment et du pétrole avant de se joindre à l’équipe du film Cemetery of Splendour, dans le rôle de la médium Keng, actrice principale. Elle travaille actuellement à l’aéroport Suvarnabhumi de Bangkok en qualité d’ambassadrice de la compagnie Pan Thai Air.
Jarinprattra, comme la plupart des comédiennes et comédiens qui jouent pour Apichatpong Weerasethakul (Sirivech Jareonchon et bien d'autres), n'est pas une professionnelle du cinéma d'où la difficulté de trouver des informations sur elle.

## Filmographie
- 2015 : Cemetery of Splendour[5]